# Medford (Oregón)
Medford es la sede del condado de Jackson en el estado estadounidense de Oregón. En el año 2009 tenía una población de 77.240 habitantes y una densidad poblacional de 1,124 personas por km².

## Geografía
Medford se encuentra ubicada en las coordenadas 42°19′55″N 122°51′43″O / 42.33194, -122.86194.

## Demografía
Según la Oficina del Censo en 2000 los ingresos medios por hogar en la localidad eran de $36,481, y los ingresos medios por familia eran $43,972. Los hombres tenían unos ingresos medios de $34,533 frente a los $23,714 para las mujeres. La renta per cápita para la localidad era de $20,170. Alrededor del 13.9% de la población estaban por debajo del umbral de pobreza.